# پشت‌رود (بم)
پشت‌رود، روستایی در بخش بروات شهرستان بم در استان کرمان ایران است.

## جمعیت
بر پایه سرشماری عمومی نفوس و مسکن در سال ۱۳۹۵، جمعیت این روستا برابر با ۴٬۳۵۳ نفر (۱٬۲۰۰ خانوار) بوده‌است.